# Sonnenfinsternis vom 29. März 2025
Bei der partiellen Sonnenfinsternis vom 29. März 2025 lagen auch weite Teile Europas für ein bis zwei Stunden im Halbschatten des Mondes. Die partielle Finsternis begann im Atlantik, der Halbschatten wanderte nordwärts über Westafrika, Nordostamerika, Europa, Grönland und den Nordpol bis nach Nordsibirien. Die größte Bedeckung der Sonne durch den Mond war bei Sonnenaufgang im Norden Labradors mit maximal 93 % zu sehen.

## Sichtbarkeit im deutschsprachigen Raum
Auch im deutschsprachigen Raum war (42 Monate nach der Sonnenfinsternis vom 25. Oktober 2022) wieder eine partielle Sonnenfinsternis zu sehen. Hier war die größte Bedeckung der Sonne auf Sylt mit maximal 25 % zu beobachten.
Die nächste im deutschsprachigen Raum partiell sichtbare Sonnenfinsternis wird die Sonnenfinsternis vom 12. August 2026 sein.
| Land        | Ort               | Bedeckung | Anfang (MEZ) | Mitte (MEZ) | Ende (MEZ) | Bemerkung |
| ----------- | ----------------- | --------- | ------------ | ----------- | ---------- | --------- |
| Schweiz     | Bern              | 14,1 %    | 11:17:50     | 12:04:50    | 12:52:34   |           |
| Schweiz     | Basel             | 14,7 %    | 11:18:25     | 12:05:58    | 12:54:13   |           |
| Österreich  | Salzburg          | 08,7 %    | 11:32:05     | 12:13:08    | 12:57:24   |           |
| Österreich  | Wien              | 05,9 %    | 11:41:22     | 12:17:56    | 12:54:36   |           |
| Deutschland | München           | 10,8 %    | 11:28:08     | 12:11:45    | 12:55:43   |           |
| Deutschland | Frankfurt am Main | 17,1 %    | 11:21:55     | 12:11:04    | 13:00:47   |           |
| Deutschland | Berlin            | 15,2 %    | 11:32:23     | 12:19:40    | 13:07:10   |           |
| Deutschland | Hamburg           | 20,7 %    | 11:26:00     | 12:17:05    | 13:08:35   |           |
| Deutschland | Dresden           | 12,6 %    | 11:33:08     | 12:18:17    | 13:03:39   |           |
| Deutschland | Rostock           | 19,2 %    | 11:30:04     | 12:20:02    | 13:10:15   |           |

## Galerie

Sonnenfinsternis am 29. März 2025
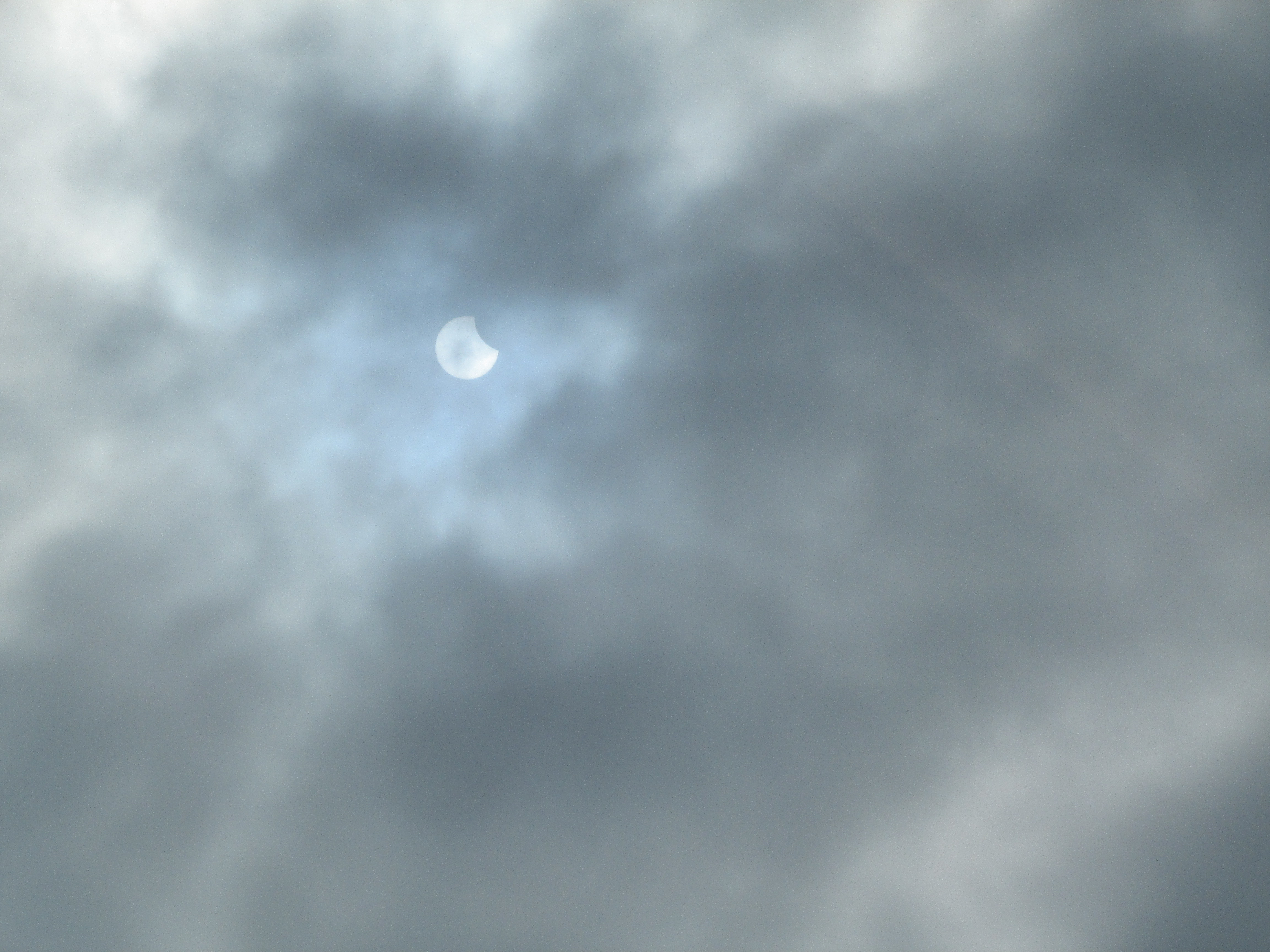
In Göttingen um 11:54
In Hilden um 12:18
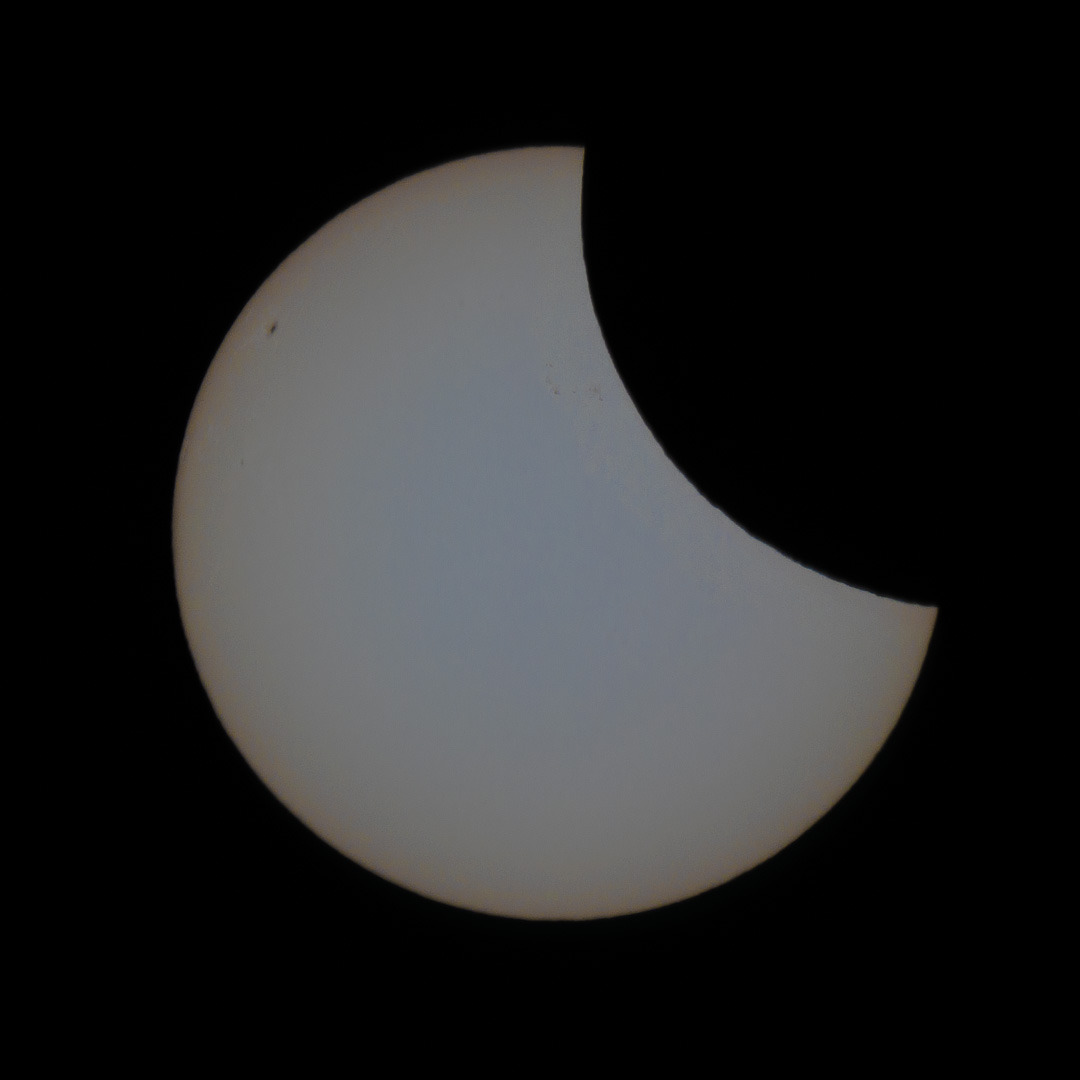
In Moormerland um 12:04